# Ян Гербурт (львівський хорунжий)
Ян Гербурт з Брухналя гербу Павча (або Гербурт; бл. 1540 — після 1607) — польський шляхтич, військовик, урядник Королівства Польського, Речі Посполитої.

## Життєпис
Син Якуба Гербурта та його дружини Єлизавети (Ельжбети) Чурило. Підписувався до 1589 р. з Брухналя, потім — з Фельштина. В 1549 р. як малолітній зробив поділ спадку Миколая Чурила (свого діда). 1553 р. отримав у записі від тітки Анни Мацейовської значні маєтності в Перемиській та Галицькій землях. 1583 р., хоча був кальвіністом, оженився з католичкою Анною Щавінською — каштелянці ленчицькій. Львівський хорунжий від 1583 р.
1585 р. мав місце конфлікт зі Станіславом Жолкевським на сеймику у Вишні: Ян Гербурт виступив як захисник Зборовські проти Яна Саріуша Замойського, якого підтримав С. Жолкевський, що призвело до хвилювання шляхти. С. Жолкевський викликав Яна Гербурта на дуель, від якої той ухилився. Справа набула розголосу, про неї говорили Зборовські в листах у 1587 р., скерованих проти Я. Замойського.
У 1585 р. був послом від Руського воєводства на сейм у Варшаві, під час 2-го безкоролів'я на сейм конвокаційний. На виборах був серед керівників партії нейтралістів. 20 вересня 1587 р. підписав «лаудум» сеймику у Вишні, в грудні того року брав участь у з'їзді шляхти Руського воєводства в Ряшеві, яка протестувала проти ухвал у Віслиці, визнавала Максиміліяна Габсбурга королем.
У січні 1588 р. керував з'їздом шляхти у Львові. В 1589 р. продав Янові Дульському дідичні маєтності: місто Брухналь та села Прилбичі, Човгиня, частину в Підлубах. Не перестав бути публічним під час королювання Сігізмунда ІІІ Вази: сеймик у Судовій Вишні обрав депутатом Трибунальського суду.
Посол сеймів 1590 р., 1592 р. (інквізиційний). Відіграв важливу роль під час рокошу Зебжидовського, в якому брав участь від початку. Маршалок рокошу (1 квітня 1606 р.), керував радою з'їзду в Стенжиці. Брав участь у з'їзді в Любліні, де виголосив промову проти Австрії та єзуїтів (можна припустити, що тоді був католиком). Брав участь у з'їзді під Сандомиром (вересень-серпень 1606 р.). Мав популярність серед рокошан за промови. Після битви під Ґузовом брав участь у складі делегації (5 осіб), висланій литовським підчашим князем Янушем Радзивіллом до князя Костянтина Василя Острозького з просьбою бути посередником між ворогуючими сторонами. Подальша діяльність невідома. Помер невдовзі після рокошу.